# Universidad del Sinú
La Universidad del Sinú (UNISINÚ) es una institución de educación superior colombiana, ubicada en el departamento de Córdoba. Fundada en 1974 por Elias Bechara Zainúm
Su campus principal está ubicado en la ciudad de Montería, y cuenta además con las sedes alternas en las ciudades de Bogotá y Cartagena.
Está integrada por 4 facultades que ofrecen cerca de 18 programas de pregrado. En posgrado, 22 especializaciones, 7 maestrías y 1 doctorado, para un total de 30 programas en esa modalidad.